# Начальник Бюро Національної гвардії США
Начальник Бюро Національної гвардії США (англ. Chief of the National Guard Bureau, CNGB) — найвища військова посадова особа Національної гвардії США, що очолює Бюро Національної гвардії США. Посада є офіційною посадою (10 U.S.C. § 10502), яку обіймає офіцер, який відслужив принаймні 10 років визнаної дійсної служби в лавах федеральної Національної гвардії; Національній гвардії армії або Повітряних силах Національної гвардії. Начальник Бюро посідає окрему посаду члена Об'єднаного комітету начальників штабів (10 U.S.C. § 151), і є військовим радником Ради національної безпеки, Ради внутрішньої безпеки, міністра оборони та президента з питань, що стосуються Національної гвардії держави.
Кандидатура начальника Бюро пропонується для призначення Президентом з числа осіб офіцерського корпусу Національної гвардії у званні генерал-майора або вище, який також відповідає вимогам до посади, визначеним міністром оборони та головою Об'єднаного комітету начальників штабів, за порадою та/або рекомендаціями своїх відповідних губернаторів штатів і їх секретарів. Начальник і заступник начальника Бюро Національної гвардії не можуть бути з одного виду Збройних сил. Кандидат повинен бути затверджений більшістю голосів Сенату. Начальник Бюро призначається на посаду на чотирирічний термін за бажанням президента. Згідно зі статутом, посада начальника Бюро є посадою чотиризіркового генерала армії або повітряних сил, який продовжує перебувати на дійсній службі офіцером запасу.

## Історія
У 1908 році армія США створила Бюро міліції для нагляду за підготовкою та готовністю Національної гвардії в рамках виконання Закону про міліцію 1903 року. З 1908 по 1911 рік Еразмус М. Вівер молодший служив головою Бюро міліції армії, перша особа, яка посідала цю посаду. Закон про національну оборону 1920 року містив положення про те, що начальник Бюро міліції повинен бути офіцером Національної гвардії. У 1921 році офіцер Національної гвардії Пенсільванії Джордж К. Рікардс став першим гвардійцем, який обіймав цю посаду до свого виходу на пенсію в 1925 році.
У вересні 1947 року створено Повітряні сили Національної гвардії, а також посади начальника Департаменту гвардії армії та начальника Департаменту повітряних сил гвардії, ці директори підпорядковувалися начальнику Бюро. У 1953 році директор Повітряних сил Національної гвардії Ерл Т. Рікс виконував обов'язки начальника Бюро національної гвардії, що зробило його першим офіцером повітряних сил, який обійняв цю посаду. У середині 1970-х років посаду начальника Бюро національної гвардії підвищили з генерал-майора до генерал-лейтенанта, а Ла Верн Е. Вебер став першим начальником Бюро, який носив три зірки.
Закон про національну оборону 2008 року підвищив статус начальника Бюро національної гвардії до чотиризіркового звання генерала, зробивши Крейга Мак-Кінлі першим офіцером Національної гвардії, якому надано чотиризіркове звання. У 2012 році ця посада була включена до складу Об'єднаного комітету начальників штабів США згідно із Законом про національну оборону 2012 року, який підписав президент Обама 31 грудня 2011 року. Діючий Об'єднаний комітет начальників штабів на той час виступав проти включення додаткового члена Об'єднаного комітету, але президент пообіцяв під час своєї кампанії 2008 року підвищити посаду.